# Сеоски чардак у Слатини
Сеоски чардак у Слатини насељеном месту на територији града Чачка представља непокретно културно добро је као споменик културе.
Чардак је изграђен у центру села крајем 19. века на месту старијег из 1833. године. Служио је и као богомоља, пошто село никад није имала цркву. Саграђен је као полузатворена собрашица, са вертикално постављеним шашовцима. Низак четвороводни кров покривен је ћерамидом.
Унутрашњост је врло једноставна, земљаног пода са клупама за седење постављеним уз зидове. На објекту је постављено двоје наспрамних врата.